# تپه شهریری
تپه شهر یری مربوط به دوره اشکانیان - دوره ساسانیان - سده‌های اولیه دوران‌های تاریخی پس از اسلام است و در شهرستان گرمی، بخش انگوت، دهستان پائین برزند، روستای درگاهلی واقع شده و این اثر در تاریخ ۳۰ بهمن ۱۳۸۶ با شمارهٔ ثبت ۲۱۰۴۸ به‌عنوان یکی از آثار ملی ایران به ثبت رسیده است.